# Olli Paloheimo
Martti Olavi (Olli) Paloheimo, född 23 maj 1894 i Helsingfors, död där 7 november 1974, var en finländsk militär och industrialist.
Paloheimos militära bana, som inleddes 1915 i Preussiska jägarbataljonen 27, avslutades 1943 med uppnådd överstes grad; 1943–1944 var han chef för militärförvaltningen i Östkarelen och 1944 andre finansminister (Samlingspartiet). Han stod 1926–1966 i ledningen för H.G. Paloheimo Oy och dess dotterföretag Riihimäen saha Oy samt var från 1961 styrelseordförande för bolagen; 1956–1962 var han verkställande direktör även i Kajaani Oy. Han innehade talrika förtroendeposter inom näringslivet, bland annat ordförandeskapet i Träförädlingsindustriernas i Finland centralförbund 1956–1963. År 1955 förlänades han bergsråds titel.
Olli Paloheimo var son till Alfred Paloheimo och fader till Arvi Paloheimo.